# Domfront-en-Champagne
Domfront-en-Champagne é uma comuna francesa na região administrativa do País do Loire, no departamento de Sarthe. Estende-se por uma área de 20.97 km². Em 2010 a comuna tinha 1 060 habitantes (densidade: 50,5 hab./km²).